# Seven Seas Explorer
Le Seven Seas Explorer est un paquebot de la compagnie Regent Seven Seas Cruises construit par Fincantieri.